# Borghild Løvset
Borghild Løvset (3 de diciembre de 1980) es una deportista noruega que compitió en triatlón y ciclismo de montaña.
Ganó tres medallas en el Campeonato Mundial de Triatlón de Invierno entre los años 2011 y 2014, y tres medallas en el Campeonato Europeo de Triatlón de Invierno entre los años 2011 y 2013.
Además, obtuvo una medalla de bronce en el Campeonato Europeo de Ciclismo de Montaña en Maratón de 2009.

## Medallero internacional
| Campeonato Mundial | Campeonato Mundial    | Campeonato Mundial | Campeonato Mundial |
| Año                | Lugar                 | Medalla            | Prueba             |
| ------------------ | --------------------- | ------------------ | ------------------ |
| 2011               | Jämijärvi (Finlandia) | Medalla de oro     | Individual         |
| 2012               | Jämijärvi (Finlandia) | Medalla de bronce  | Individual         |
| 2014               | Cogne (Italia)        | Medalla de oro     | Individual         |
| Campeonato Europeo |                       |                    |                    |
| Año                | Lugar                 | Medalla            | Prueba             |
| 2011               | Östersund (Suecia)    | Medalla de oro     | Individual         |
| 2012               | Carcoforo (Italia)    | Medalla de plata   | Individual         |
| 2013               | Tartu (Estonia)       | Medalla de oro     | Individual         |

| Campeonato Europeo | Campeonato Europeo   | Campeonato Europeo | Campeonato Europeo |
| Año                | Lugar                | Medalla            | Competición        |
| ------------------ | -------------------- | ------------------ | ------------------ |
| 2014               | Ballyhoura (Irlanda) | Medalla de bronce  | Campo a través     |